# Трунов, Владимир Иванович
Владимир Иванович Трунов (1 августа 1950) — советский хоккеист, российский хоккейный тренер. Мастер спорта СССР международного класса , заслуженный тренер России.

## Биография
Родился 1 августа 1950 года. В возрасте десяти лет поступил в ДЮСШ ЦСКА. В сезоне 1967/68 впервые сыграл за основной состав ЦСКА, но закрепился в составе не сразу, выступая в первые годы за молодёжный состав и за фарм-клуб армейцев — «Звезду» (Чебаркуль). С 1970 года был основным игроком ЦСКА, в его составе дважды (1971, 1973) становился чемпионом СССР, а в 1974 году стал вторым призёром чемпионата. В 1973 году стал обладателем Кубка СССР. Обладатель Кубка европейских чемпионов (1970, 1971, 1972, 1973)
После ухода из ЦСКА выступал за СКА (Ленинград), «Спартак» (Москва), «Химик» (Воскресенск), «Металлург» (Череповец). В 1976 году в составе «Спартака» стал чемпионом СССР. Отличался быстротой, ловкостью, а также хорошей ориентацией при сложных игровых ситуациях во время игры.
Выступал за вторую сборную СССР.
В 1984 году завершил игровую карьеру и перешёл на тренерскую работу. Работал начальником, тренером, главным тренером команды ЦСКА-2 (Москва), затем — детским тренером в московских ДЮСШ ЦСКА и «Созвездие».
С 2017 г. занимает должность тренера-методиста ХК «Морские львы» г. Москва.
В 2001 году был награждён почётным знаком За заслуги в развитии физической культуры и спорта.

## Достижения
- Обладатель Кубка Европы (4): 1970—1974[2]
- Чемпион СССР (3): 1971, 1973, 1976.
- Серебряный призёр чемпионата СССР: 1974.
- Обладатель Кубка СССР: 1973.
- Финалист Кубка СССР: 1977
- Победитель Спартакиады Дружественных армий (Ленинград, СССР) (сборная Вооруженных сил СССР): 1975[3]
  - В высшей лиге провёл свыше 270 матчей и забросил 77 шайб.